# Christophe Reyes
Pour les articles homonymes, voir Reyes.
Christophe Reyes, né le 13 janvier 1976 à Valence (Drôme), est un joueur français de rugby à XV.

## Biographie

### Famille
Son père,, Jean-Louis Reyes, ancien joueur de rugby rejoint en 1970 La Voulte sportif,, puis l'US Montélimar avec laquelle il est champion de France de 2e division en 1979. Il est sélectionné en équipe de France A,,. Il est membre du conseil de surveillance du Lyon OU. Il est le président de La Voulte sportif de 1985 à 1988 et jusqu'en 2010, puis il préside le ROC La Voulte-Valence jusqu'en 2015,,. Il est le fondateur de Reyes Groupe,. Il est décoré de la Légion d'honneur en novembre 2011. Christophe Reyes a un frère, Laurent.

### Débuts
Né à La Voulte-sur-Rhône, Christophe Reyes commence le rugby à XV à La Voulte sportif. Il part ensuite jouer au FC Grenoble puis il rejoint le Lyon OU où il termine sa carrière.
International junior et universitaire, Christophe Reyes est sacré champion du monde FIRA en 1995.
Le 15 octobre 1997, il dispute son premier et unique match avec les Barbarians français contre le Lansdowne FC,,.
Il sort diplômé de l'EM Lyon, puis il rejoint la société de son père, Reyes Groupe, et devient le directeur de l'agence lyonnaise de Reyes Industries (Remelec jusqu'au 1er janvier 2008). Il est le PDG de Reyes Constructions.

## Style de jeu
Bien que son poste de prédilection soit demi d'ouverture, Christophe Reyes peut aussi jouer comme arrière ou centre.